# 哀愁ヒーロー Part1・Part2
「哀愁ヒーロー Part1・Part2」（あいしゅうヒーロー　パート　ワン・パート　ツー）は、1981年11月1日に発売された郷ひろみ40作目のシングル。

## 解説
タイトルにPart1/Part2とあることからわかるように、前半と後半では曲調およびメロディーが異なっており、曲全体が2部構成のようになっている。そのため、ラジオ番組などではテンポの速い「Part1」の部分で終えることがよくあった。

## 収録曲
全曲　作詞:三浦徳子／編曲:井上鑑
1. 哀愁ヒーロー Part1・Part2
  - 作曲:中村裕介
2. 冬の旅
  - 作曲:小杉保夫